# Кубок Німеччини з футболу 1953—1954
Кубок Німеччини з футболу 1953—1954 — 11-й розіграш кубкового футбольного турніру в Німеччині. Другий кубковий турнір на території Федеративної Республіки Німеччина після закінчення Другої світової війни. Переможцем кубка Німеччини вперше став Штутгарт.

## Чвертьфінали
| Команда 1                     | Рахунок | Команда 2                     |
| ----------------------------- | ------- | ----------------------------- |
| 1 серпня 1953                 |         |                               |
| Кайзерслаутерн                | 2:3     | Гамбург                       |
| Кельн                         | 3:2     | Вікторія-89 (Західний Берлін) |
| 2 серпня 1953                 |         |                               |
| Ноєндорф (Кобленц)            | 2:1     | Нюрнберг                      |
| Штутгарт                      | 1:1 дч  | Бергіш-Гладбах-09             |
| 16 серпня 1953 (перегравання) |         |                               |
| Бергіш-Гладбах-09             | 0:6     | Штутгарт                      |

## Півфінали
| Команда 1                      | Рахунок | Команда 2          |
| ------------------------------ | ------- | ------------------ |
| 13 грудня 1953                 |         |                    |
| Гамбург                        | 1:3 дч  | Кельн              |
| Штутгарт                       | 2:2     | Ноєндорф (Кобленц) |
| 24 березня 1954 (перегравання) |         |                    |
| Ноєндорф (Кобленц)             | 0:2     | Штутгарт           |

## Фінал
| 17 квітня 1954 |

| Штутгарт     | 1:0 дч   | Кельн |
| ------------ | -------- | ----- |
| Вальднер 94' | Протокол |       |

| Зюдвештштадіон, Людвігсгафен-на-Рейні Глядачів: 60 000 Арбітр: Альберт Дюш |